# Gran Vía
Gran Vía (česky doslovně „Velká cesta“) je ulice nacházející se v centru Madridu ve Španělsku. Vede z Calle de Alcalá přes red de San Luis a Plaza de Callao k Plaza de España. Ulice vznikla v rámci přestavby na počátku 20. století.
Tato ulice, někdy označovaná jako „španělská Broadway“, je jednou z nejdůležitějších nákupních oblastí města, s velkým počtem hotelů a velkými kinosály; v posledních letech však bylo mnoho těchto kin nahrazeno nákupními centry.
V této ulici jsou použity architektonické styly vídeňské secese, plateresque, neo-mudéjar, art deco a dalších.

## Doprava
Zatímco v 20. století patřila ulice k významným městským tepnám, na počátku 21. století došlo ke snahám o zklidnění dopravy a částečnou přeměnu na pěší zónu.
Pod třídou vedou linky metra 3 (od Plaza de España na Callao) a 5 (z Callaa na stanici Gran Vía).

## Galerie

Plán přestavby východní části ulice
Plán přestavby střední části ulice
Plán přestavby západní části ulice